# Лихачова Галина Олександрівна
Гали́на Олекса́ндрівна Лихачо́ва (9 червня 1934, село-хутір Вільнянськ, Житомирська область, УРСР — 21 вересня 2015, Маріуполь, Україна) — українська правознавець, громадсько-політична діячка, екс-заступник голови Івано-Франківського облвиконкому, депутатка міської ради Маріуполя, голова Опікунської ради дитячого будинку «Центр опіки». Персональна пенсіонерка союзного значення.

## Життєпис
Галина Олександрівна Лихачова народилася в 1934 року на Житомирщині, в україно-польській родині. Батько загинув 1943 року. 1955 року вийшла заміж за Олександра Васильовича Лихачова (нині — полковник держбезпеки у відставці). Закінчила факультет правознавства Ростовського державного університету. 20 років пропрацювала в Івано-Франківську, де її чоловік очолював відділ боротьби з економічними злочинами, з них 15 років у міськкомі КПРС, потім — заступником голови облвиконкому. У 1990-х роках повернулася до Маріуполя і була обраною депутаткою міської ради (всього обиралася депутаткою рад різних рівнів 15 разів).

## Громадська діяльність
Галина Лихачова була ініціаторкою будівництва будинку малятка і дитячого будинку в Івано-Франківську, а також їх головною піклувальницею. У Маріуполі вона була ініціаторкою будівництва дитячого будинку «Центр опіки», нині є головою його опікунської ради. Галина Лихачова була заступницею президента «Асоціації ділових жінок Маріуполя», депутаткою II з'їзду Конгресу ділових жінок України.

## Нагороди та звання
- Орден княгині Ольги[3]
- Орден Української Православної церкви «1020-річчя Хрещення Русі»[4]
- Почесна громадянка Маріуполя